# Ulva intestinalis
Ulva intestinalis L., comummente conhecida como erva-patinha, erva-do-calhau ou erva-patinha-verde, é uma macroalga marinha, pertencente ao grupo das algas verdes, do género Ulva da divisão Chlorophyta, muito utilizada na confecção de tortas nos Açores. 
Até ser reclassificado em resultado de análise genética realizada na última década, os membros tubulares do género Ulva, entre os quais se inclui U. intestinalis, eram colocados no género Enteromorpha, daí ser comum encontrar a espécie referida como Enteromorpha intestinalis (L.) Nees.

## Descrição
São algas eurihalinas filamentosas, de cor verde claro brilhante, formando talos tubulares não ramificados, 5–30 cm de comprimento e 1–3 cm de espessura. Surgem na zona intertidal superior, sobre substrato rochoso consolidado ao qual se fixam por filamentos rizoidais verde-escuros, espessos e fibrosos.
Os filamentos são constituídos por grandes células, distribuídas numa única camada de arranjo irregular. A cor verde muito clara, por vezes esbranquiçada no extremo dos filamentos expostos ao ar nas poças costeiras, tornam esta alga conspícuo, destacando-se pelo seu brilho das restantes, com as quais contrasta fortemente. Nos filamentos surgem frequentes bolhas de gás, que lhe dão flutuação.
A espécie é anual, mais frequente na Primavera e no início do Verão, mas surge durante todo o ano, em especial em locais onde exista escorrência de água doce, já que prefere áreas salobras ou de salinidade mais reduzida. Ocorre na zona intertidal, desde as pequenas poças permanentes do supra-litoral até aos 7–9 m de profundidade. Tem sido encontrada em ambientes estuarinos e fluviais onde a salinidade é muito reduzida, em geral associada a situações de eutrofia.
A espécie é de distribuição cosmopolita, estando presente nas águas temperadas de ambos os hemisférios, preferindo habitats costeiros ricos em nutrientes. É a alga mais frequente no Mar Báltico e em boa parte do litoral do noroeste europeu.

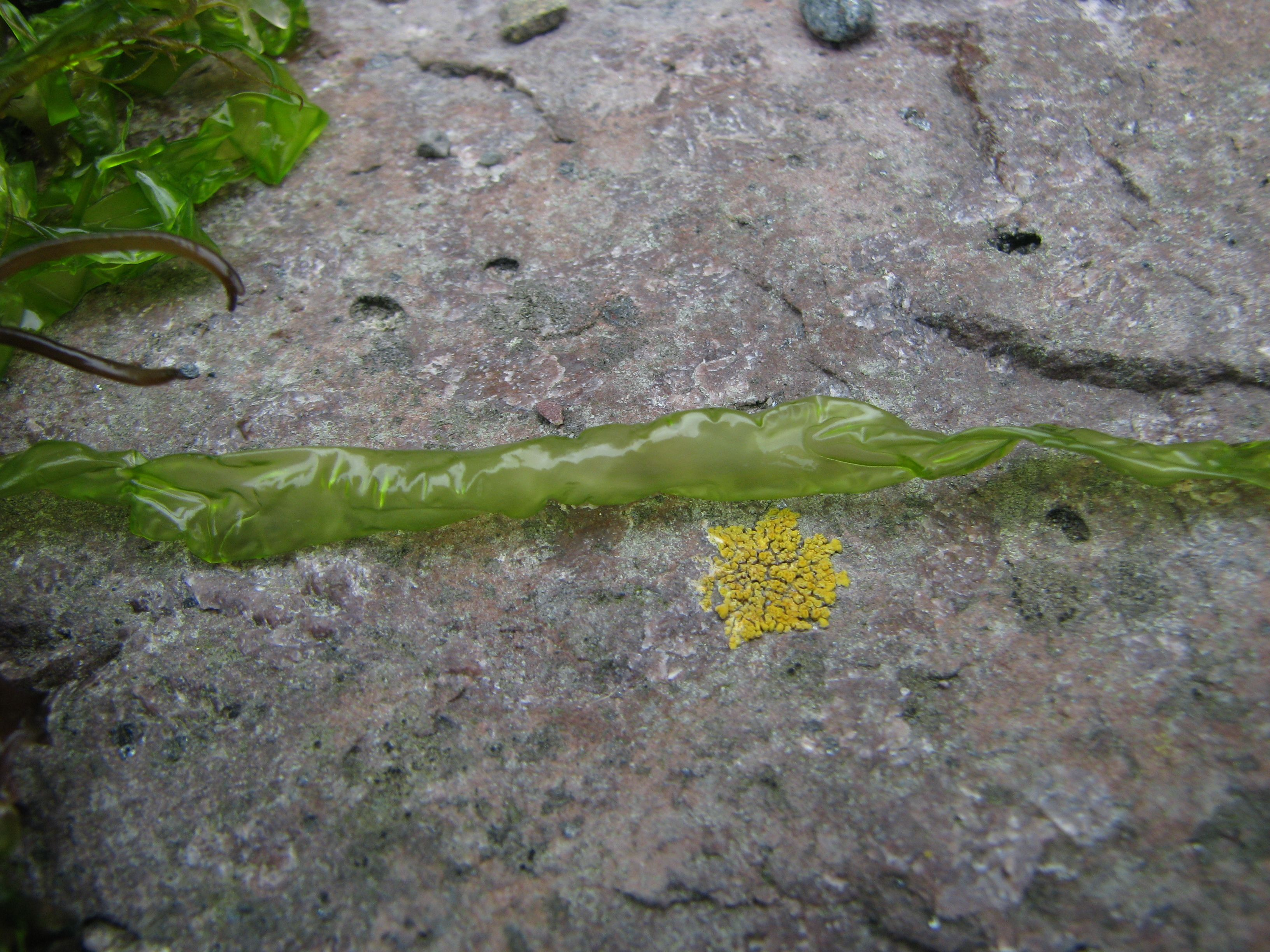